# 易卜拉欣·赛义多夫
易卜拉欣·马戈梅德萨伊多维奇·赛义多夫（俄语：Ибрагим Магомедсаидович Саидов，1985年3月9日—）是一名俄罗斯和白俄罗斯自由式摔跤运动员。2016年里约奥运会铜牌得主，俄罗斯和白俄罗斯锦标赛冠军和奖牌获得者。阿瓦尔人。白俄罗斯共和国荣誉体育大师（2016年）、俄罗斯国际级体育大师。